# 叶作舟 (1916年)
叶作舟（1916年—1990年），男，湖北黄陂人，中国高分子化学家，曾任中国科学院广州化学研究所副所长、研究员，中国文物保护技术协会副理事长。